# Prémio Pulitzer de História

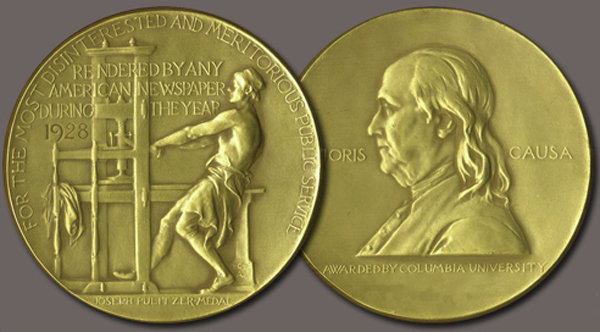
A medalha de ouro do Prêmio Pulitzer

O Prémio Pulitzer de História, gerido pela Universidade de Columbia, é um dos sete Prémios Pulitzer que são entregues anualmente nas áreas das Letras, Teatro e Música. Tem sido entregue desde 1917 a um livro notável sobre a História dos Estados Unidos. Trata-se de um dos Pulitzers originais, tendo começado o programa em 1917 com sete prémios, quatro dos quais entregues nesse ano. O programa do Prémio Pulitzer tem também reconhecido algum trabalho histórico através do seu Prémio de Biografia, desde 1917, e o seu prémio Prémio Pulitzer de Não Ficção Geral, desde 1952.
Os finalistas têm sido anunciados desde 1980, geralmente dois para além do vencedor.

## Vencedores
Nos seus primeiros 97 anos até 2013, o Pulitzer de História foi entregue 95 vezes. Dois prémios foram atribuídos em 1989; nenhum em 1919, 1984, e 1994. Quatro pessoas venceram duas vezes, Margaret Leech, Bernard Bailyn, Paul Horgan e Alan Taylor.

### Década de 1910
- 1917: With Americans of Past and Present Days de Jean Jules Jusserand
- 1918: A History of the Civil War, 1861-1865 de James Ford Rhodes
- 1919: não foi entregue o prémio

### Década de 1920
- 1920: The War with Mexico de Justin H. Smith
- 1921: The Victory at Sea de William Sowden Sims e Burton J. Hendrick
- 1922: The Founding of New England de James Truslow Adams
- 1923: The Supreme Court in United States History de Charles Warren
- 1924: The American Revolution: A Constitutional Interpretation de Charles Howard McIlwain
- 1925: History of the American Frontier de Frederic L. Paxson
- 1926: A History of the United States de Edward Channing
- 1927: Pinckney's Treaty  de Samuel Flagg Bemis
- 1928: Main Currents in American Thought  de Vernon Louis Parrington
- 1929: The Organization and Administration of the Union Army, 1861–1865 de Fred Albert Shannon

### Década de 1930
- 1930: The War of Independence de Claude H. Van Tyne
- 1931: The Coming of the War, 1914 de Bernadotte E. Schmitt
- 1932: My Experiences in the World War de John J. Pershing
- 1933: The Significance of Sections in American History de Frederick J. Turner
- 1934: The People's Choice de Herbert Agar
- 1935: The Colonial Period of American History de Charles McLean Andrews
- 1936: A Constitutional History of the United States de Andrew C. McLaughlin
- 1937: The Flowering of New England, 1815–1865 de Van Wyck Brooks
- 1938: The Road to Reunion, 1865–1900 de Paul Herman Buck
- 1939: A History of American Magazines de Frank Luther Mott

### Década de 1940
- 1940: Abraham Lincoln: The War Years de Carl Sandburg
- 1941: The Atlantic Migration, 1607–1860 de Marcus Lee Hansen
- 1942: Reveille in Washington, 1860–1865 de Margaret Leech
- 1943: Paul Revere and the World He Lived In de Esther Forbes
- 1944: The Growth of American Thought de Merle Curti
- 1945: Unfinished Business de Stephen Bonsal
- 1946: The Age of Jackson de Arthur M. Schlesinger, Jr.
- 1947: Scientists Against Time de James Phinney Baxter III
- 1948: Across the Wide Missouri de Bernard DeVoto
- 1949: The Disruption of American Democracy de Roy Franklin Nichols

### Década de 1950
- 1950: Art and Life in America de Oliver W. Larkin
- 1951: The Old Northwest, Pioneer Period 1815–1840 de R. Carlyle Buley
- 1952: The Uprooted de Oscar Handlin
- 1953: The Era of Good Feelings de George Dangerfield
- 1954: A Stillness at Appomattox de Bruce Catton
- 1955: Great River: The Rio Grande in North American History de Paul Horgan
- 1956: The Age of Reform de Richard Hofstadter
- 1957: Russia Leaves the War: Soviet-American Relations, 1917–1920 de George F. Kennan
- 1958: Banks and Politics in America de Bray Hammond
- 1959: The Republican Era: 1869–1901 de Leonard D. White e Jean Schneider

### Década de 1960
- 1960: In the Days of McKinley de Margaret Leech
- 1961: Between War and Peace: The Potsdam Conference de Herbert Feis
- 1962: The Triumphant Empire: Thunder-Clouds Gather in the West, 1763–1766 de Lawrence H. Gipson
- 1963: Washington, Village and Capital, 1800–1878 de Constance McLaughlin Green
- 1964: Puritan Village: The Formation of a New England Town de Sumner Chilton Powell
- 1965: The Greenback Era de Irwin Unger
- 1966: The Life of the Mind in America de Perry Miller
- 1967: Exploration and Empire: The Explorer and the Scientist in the Winning of the American West de William H. Goetzmann
- 1968: The Ideological Origins of the American Revolution de Bernard Bailyn
- 1969: Origins of the Fifth Amendment de Leonard W. Levy

### Década de 1970
- 1970: Present at the Creation: My Years in the State Department de Dean Acheson
- 1971: Roosevelt: The Soldier Of Freedom  de James MacGregor Burns
- 1972: Neither Black nor White de Carl N. Degler
- 1973: People of Paradox: An Inquiry Concerning the Origins of American Civilization de Michael Kammen
- 1974: The Americans: The Democratic Experience de Daniel J. Boorstin
- 1975: Jefferson and His Time de Dumas Malone
- 1976: Lamy of Santa Fe de Paul Horgan
- 1977: The Impending Crisis, 1848–1861 de David M. Potter (Completado e editado por Don E. Fehrenbacher)
- 1978: The Visible Hand: The Managerial Revolution in American Business de Alfred D. Chandler, Jr.
- 1979: The Dred Scott Case: Its Significance in American Law and Politics de Don E. Fehrenbacher

### Década de 1980
Os registados a partir deste ponto incluem os finalistas listados após o vencedor de cada ano.
- 1980: Been in the Storm So Long de Leon F. Litwack
  - The Plains Across de John B. Unruh
  - The Urban Crucible de Gary B. Nash
- 1981: American Education: The National Experience, 1783–1876 de Lawrence A. Cremin
  - A Search for Power: The 'Weaker Sex' in Seventeenth Century New England de Lyle Koehler
  - Over Here: The First World War and American Society de David M. Kennedy
- 1982: Mary Chesnut's Civil War de C. Vann Woodward
  - Power and Culture: The Japanese-American War, 1941–1945 de Akira Iriye
  - White Supremacy: A Comparative Study in American & South African History de George M. Fredrickson
- 1983: The Transformation of Virginia, 1740–1790 de Rhys L. Isaac
  - Southern Honor: Ethics & Behavior in the Old South de Bertram Wyatt-Brown
  - The Glorious Cause: The American Revolution, 1763–1789 de Robert Middlekauff
- 1984: não foi entregue o prémio
- 1985: Prophets of Regulation de Thomas K. McCraw
  - The Crucible of Race de Joel Williamson
  - The Great Father: The United States Government and the American Indians de Francis Paul Prucha
- 1986: ...the Heavens and the Earth: A Political History of the Space Age de Walter A. McDougall
  - Emigrants and Exiles: Ireland and the Irish Exodus to North America de Kerby A. Miller
  - Labor of Love, Labor of Sorrow: Black Women, Work and the Family from Slavery to the Present de Jacqueline Jones
  - Novus Ordo Seclorum: the Intellectual Origins of the Constitution de Forrest McDonald
- 1987: Voyagers to the West: A Passage in the Peopling of America on the Eve of the Revolution de Bernard Bailyn
  - Bearing the Cross: Martin Luther King, Jr. and the Southern Christian Leadership Conference de David Garrow
  - Eisenhower: At War, 1943–1945 de David Eisenhower
- 1988: The Launching of Modern American Science, 1846–1876 de Robert V. Bruce
  - The Care of Strangers: The Rise of America's Hospital System de Charles E. Rosenberg
  - The Fall of the House of Labor de David Montgomery
- 1989: Battle Cry of Freedom: The Civil War Era de James M. McPherson
- 1989: Parting the Waters: America in the King Years 1954–1963 de Taylor Branch
  - A Bright Shining Lie: John Paul Vann and America in Vietnam de Neil Sheehan
  - Reconstruction: America's Unfinished Revolution, 1863–1877 de Eric Foner

### Década de 1990
- 1990: In Our Image: America's Empire in the Philippines de Stanley Karnow
  - American Genesis: A Century of Invention and Technological Enthusiasm 1870–1970 de Thomas P. Hughes
  - The Image of the Black in Western Art, Volume IV: From the American Revolution to World War I de Hugh Honour
- 1991: A Midwife's Tale de Laurel Thatcher Ulrich
  - America in 1857: A Nation on the Brink de Kenneth M. Stampp
  - Making a New Deal: Industrial Workers in Chicago, 1919–1939 de Lizabeth Cohen
  - The Civil Rights Era: Origins and Development of National Policy de Hugh David Graham
- 1992: The Fate of Liberty: Abraham Lincoln and Civil Liberties de Mark E. Neely, Jr.
  - A Very Thin Line: The Iran-Contra Affairs de Theodore Draper
  - Nature's Metropolis: Chicago and the Great West de William Cronon
  - Profits in the Wilderness: Entrepreneurship and the Founding of New England Towns in the Seventeenth Century de John Frederick Martin
  - The Middle Ground: Indians, Empires, and Republics in the Great Lakes Region, 1650–1815 de Richard White
- 1993: The Radicalism of the American Revolution de Gordon S. Wood
  - Lincoln at Gettysburg: The Words That Remade America de Garry Wills
  - The Promise of the New South: Life After Reconstruction de Edward L. Ayers
- 1994: não foi entregue o prémio
  - Case Closed: Lee Harvey Oswald and the Assassination of JFK de Gerald Posner
  - Crime and Punishment in American History de Lawrence M. Friedman
  - William Faulkner and Southern History de Joel Williamson
- 1995: No Ordinary Time: Franklin and Eleanor Roosevelt: The Home Front in World War II de Doris Kearns Goodwin
  - Lincoln in American Memory de Merrill D. Peterson
  - Stories of Scottsboro de James Goodman
- 1996: William Cooper's Town: Power and Persuasion on the Frontier of the Early American Republic de Alan Taylor
  - Dark Sun: The Making of the Hydrogen Bomb de Richard Rhodes
  - The Sacred Fire of Liberty: James Madison and the Founding of the Federal Republic de Lance Banning
- 1997: Original Meanings: Politics and Ideas in the Making of the Constitution de Jack N. Rakove
  - Founding Mothers and Fathers de Mary Beth Norton
  - The Battle for Christmas de Stephen Nissenbaum
- 1998: Summer for the Gods: The Scopes Trial and America's Continuing Debate Over Science and Religion de Edward J. Larson
  - Big Trouble: A Murder in a Small Western Town Sets Off a Struggle for the Soul of America de J. Anthony Lukas
  - Civic Ideals: Conflicting Visions of Citizenship in U.S. History de Rogers Smith
- 1999: Gotham: A History of New York City to 1898 de Edwin G. Burrows e Mike Wallace
  - In a Barren Land: American Indian Dispossession and Survival de Paula Mitchell Marks
  - The New Ocean: The Story of the First Space Age de William E. Burrows

### Década de 2000
- 2000: Freedom From Fear: The American People in Depression and War, 1929–1945 de David M. Kennedy
  - The Cousins' Wars: Religion, Politics and the Triumph of Anglo-America de Kevin Phillips
  - Into the American Woods: Negotiators on the Pennsylvania Frontier de James H. Merrell
- 2001: Founding Brothers: The Revolutionary Generation de Joseph J. Ellis
  - The Right to Vote: The Contested History of Democracy in the United States de Alexander Keyssar
  - Way Out There in the Blue de Frances FitzGerald
- 2002: The Metaphysical Club: A Story of Ideas in America de Louis Menand
  - Deep Souths: Delta, Piedmont, and the Sea Island Society in the Age of Segregation de J. William Harris
  - Facing East from Indian Country: A Native History of Early America de Daniel K. Richter
- 2003: An Army at Dawn: The War in North Africa 1942–1943 de Rick Atkinson
  - At the Hands of Persons Unknown: The Lynching of Black America de Philip Dray
  - Rereading Sex: Battles Over Sexual Knowledge and Suppression in Nineteenth Century America de Helen Lefkowitz Horowitz
- 2004: A Nation Under Our Feet de Steven Hahn
  - Great Fortune: The Epic of Rockefeller Center de Daniel Okrent
  - They Marched Into Sunlight: War and Peace, Vietnam and America, October 1967 de David Maraniss
- 2005: Washington's Crossing de David Hackett Fischer
  - Arc of Justice: A Saga of Race, Civil Rights, and Murder in the Jazz Age de Kevin Boyle
  - Conjectures of Order: Intellectual Life and the American South, 1810-1860, volumes 1 & 2 de Michael O'Brien
- 2006: Polio: An American Story de David Oshinsky
  - New York Burning de Jill Lepore
  - The Rise of American Democracy: Jefferson to Lincoln de Sean Wilentz
- 2007: The Race Beat de Gene Roberts e Hank Klibanoff
  - Mayflower: A Story of Courage, Community, and War de Nathaniel Philbrick
  - Middle Passages: African American Journeys to Africa, 1787-2005 de James T. Campbell
- 2008: What Hath God Wrought: the Transformation of America, 1815–1848 de Daniel Walker Howe
  - The Coldest Winter: America and the Korean War de David Halberstam
  - Nixon and Kissinger: Partners in Power de Robert Dallek
- 2009: The Hemingses of Monticello: An American Family de Annette Gordon-Reed
  - The Liberal Hour: Washington and the Politics of Change in the 1960s de G. Calvin Mackenzie and Robert Weisbrot
  - This Republic of Suffering: Death and the American Civil War de Drew Gilpin Faust

### Década de 2010
- 2010: Lords of Finance: The Bankers Who Broke the World de Liaquat Ahamed
  - Empire of Liberty: A History of the Early Republic, 1789-1815 de Gordon S. Wood
  - Fordlandia: The Rise and Fall of Henry Ford's Forgotten Jungle City de Greg Grandin
- 2011: The Fiery Trial: Abraham Lincoln and American Slavery de Eric Foner
  - Confederate Reckoning: Power and Politics in the Civil War South de Stephanie McCurry
  - Eden on the Charles: The Making of Boston de Michael J. Rawson
- 2012: Malcolm X: A Life of Reinvention de Manning Marable
  - Empires, Nations & Families: A History of the North American West, 1800-1860 de Anne F. Hyde
  - The Eleventh Day: The Full Story of 9/11 and Osama Bin Laden de Anthony Summers e Robbyn Swan
  - Railroaded: The Transcontinentals and the Making of Modern America de Richard White
- 2013: Embers of War: The Fall of an Empire and the Making of America’s Vietnam de Fredrik Logevall
  - The Barbarous Years: The Peopling of British North America: The Conflict of Civilizations, 1600-1675 de Bernard Bailyn
  - Lincoln’s Code: The Laws of War in American History de John Fabian Witt
- 2014: The Internal Enemy: Slavery and War in Virginia, 1772-1832 de Alan Taylor
  - A Dreadful Deceit: The Myth of Race from the Colonial Era to Obama's America de Jacqueline Jones
  - Command and Control: Nuclear Weapons, the Damascus Accident and the Illusion of Safety de Eric Schlosser
- 2015: Encounters at the Heart of the World: A History of the Mandan People de Elizabeth A. Fenn[3]
  - Empire of Cotton: A Global History de Sven Beckert
  - An Empire on the Edge: How Britain Came to Fight America de Nick Bunker
- 2016: Custer's Trials: A Life on the Frontier of a New America by T. J. Stiles[4]
  - Marching Home: Union Veterans and Their Unending Civil War de Brian Matthew Jordan
  - Target Tokyo: Jimmy Doolittle and the Raid That Avenged Pearl Harbor de James M. Scott
  - The Pentagon's Brain: An Uncensored History of DARPA, America's Top-Secret Military Research Agency de Annie Jacobsen

## Vencedores repetentes
Cinco pessoas venceram o Prémio Pulitzer de História duas vezes.
- Margaret Leech, 1942 por Reveille in Washington, 1860–1865 e em 1960 por In the Days of McKinley
- Bernard Bailyn, 1968 por The Ideological Origins of the American Revolution e em 1987 por Voyagers to the West: A Passage in the Peopling of America on the Eve of the Revolution
- Paul Horgan, 1955 por Great River: The Rio Grande in North American History e em 1976 por Lamy of Santa Fe
- Alan Taylor, 1996 por William Cooper's Town: Power and Persuasion on the Frontier of the Early American Republic e em 2014 por The Internal Enemy: Slavery and War in Virginia, 1772-1832[5]
- Don E. Fehrenbacher completou The Impending Crisis de David Potter, com o qual Potter venceu postumamente o prémio de 1977, e venceu o prémio de 1979 em seu nome por The Dred Scott Case: Its Significance in American Law and Politics.